# نهائي كأس الكؤوس الأوروبية 1995
نهائي كأس الكؤوس الأوروبية 1995 هي المباراة النهائية من منافسة كأس الكؤوس الأوروبية 1994–95، أقيمت المباراة في 10 مايو 1995، في بارك دي برينس، بين فريقي ريال سرقسطة، ونادي أرسنال، وفاز فيها ريال سرقسطة، بعد أن هزم نادي أرسنال، بنتيجة 2 - 1، وكان حكم المباراة بييرو تشيكاريني، وحضر المباراة 42424 شخصاً.

## تفاصيل المباراة
لعبت المباراة النهائية في 10 مايو 1995.
| ريال سرقسطة | 2 -1 | نادي أرسنال |
| ----------- | ---- | ----------- |
|             |      |             |